# Rova (tätort)
Rova är en tätort (finska: taajama) i Kittilä kommun i landskapet Lappland i Finland. Vid tätortsavgränsningen den 31 december 2021 hade Rova 353 invånare och omfattade en landareal av 0,56 kvadratkilometer.